# Anelaphus guttiventre
Anelaphus guttiventre là một loài bọ cánh cứng trong họ Cerambycidae.